# کریستیانستد، جزایر ویرجین ایالات متحده آمریکا
کریستیانستد (به انگلیسی: Christiansted) یک منطقهٔ مسکونی در ایالات متحده آمریکا است که در سنت کرویکس، جزایر ویرجین ایالات متحده آمریکا واقع شده‌است. کریستیانستد ۳٬۰۰۰ نفر جمعیت دارد.

## خواهرخوانده
شهرهای باکو و مونته‌سودایو خواهرخوانده‌های کریستیانستد، یو اس ویرجین آیلندز هستند.